# 2-я Боевская улица
Втора́я Бо́евская у́лица (название с конца XIX века) — улица в Восточном административном округе города Москвы на территории района Сокольники.

## История
Улица получила своё название в конце XIX века по фамилии купцов, известных московских благотворителей братьев Боевых, один из которых, Н. И. Боев, в 1890 году выделил средства на устройство и содержание Боевской богадельни — дома призрения для престарелых (построен в 1894 году; ныне здание занимает Московский городской научно-практический центр борьбы с туберкулезом).

## Расположение
2-я Боевская улица, являясь продолжением 2-й Сокольнической улицы, проходит от улицы Барболина на северо-восток до Стромынского переулка, пересекая Бабаевскую и 1-ю Боевскую улицы. Нумерация домов начинается от улицы Барболина.

## Примечательные здания и сооружения
По нечётной стороне:
- д. 3 — Московский государственный лингвистический университет.

По чётной стороне:
- д. 8 — Сокольническая электрическая подстанция городских железных дорог (архитекторы М. К. Геппенер, А. Ф. Мейснер, 1990; ныне — электротяговая подстанция № 6).

## Транспорт

### Наземный транспорт
По 2-й Боевской улице не проходят маршруты наземного общественного транспорта. Южнее улицы, на улице Матросская Тишина, расположены остановки «Завод СВАРЗ» и «Улица Матросская Тишина, д. 16» автобусного маршрута № 78, севернее, на улице Стромынке, — остановка «Клуб Русакова — театр Романа Виктюка» автобусных маршрутов № т14, т32, т41, 78, 265, 716, трамвайных маршрутов № 4л, 4пр, 7, 13, остановка «Социальный университет» автобусных маршрутов № т14, т32, т41, 78, 265, 716, остановка «Малая Остроумовская улица» трамвайных маршрутов № 4л, 4пр, 7, 13.

### Метро
- Станция метро «Сокольники» Сокольнической линии и станция метро «Сокольники» Большой кольцевой линии (соединены переходом) — западнее улицы, на Сокольнической площади.

## Фотогалерея
- Сокольники улица 2-я Боевская
- Сокольники улица 2-я Боевская
- Сокольники улица 2-я Боевская
- Сокольники улица 2-я Боевская